# Lijst van Midden-Amerikaanse inheemse volken
Dit is een lijst van Midden-Amerikaanse inheemse volken. Met inheems worden in het algemeen de oudste bewoners van Amerika bedoeld. De volken en groepen worden gewoonlijk geclassificeerd met behulp van hun talen, locatie en culturele overeenkomsten. Onderstaande lijst omvat volken en groepen uit heden en verleden. Zie ook het artikel over precolumbiaanse culturen en beschavingen en de lijst van Noord-Amerikaanse inheemse volken.

## Arido-Amerika
- Caxcanes (verdwenen)
- Chichimeken
  - Caxcanes
  - Guachichil
  - Guamare
  - Pame
  - Tecuexes (verdwenen)
  - Zacateken (verdwenen)
  - Chichimeca Jonaz (Úza)
- Coahuilteken (verdwenen)
- Cochimí
- Cora
- Cucapá
- Guachichiles (verdwenen)
- Guarijío
- Guamares (verdwenen)
- Guaycura (verdwenen)
- Huichol
- Kiliwa
- Kumeyaay
- Mayo
- Monqui (verdwenen)
- Ópata
- Otomí (Hñähñu)
- Paipai
- Pericú (verdwenen)
- Seri
- Tarahumara (Rarámuri)
- Tepehuanen
- Yaqui

## Meso-Amerika
- Amuzgo
- Chatino
- Chiapaneken (verdwenen)
- Chicomucelteken (verdwenen)
- Chontal van Oaxaca
- Chupícuaro (verdwenen)
- Cuicateken
- Huasteken (Teenek)
- Huave
- Ixcateken
- Lenca
- Mangue
- Matlazinca's
- Maya
  - Aguacateken
  - Ch'olti (verdwenen)
  - Chontal van Tabasco
  - Chuj
  - Itza's
  - Lacandonen
  - Mocho'
  - Mopan
  - Poqomchi'
  - Q'anjob'al
  - Sacapulteken
  - Sipakapense
  - Tectiteken
  - Toquegua (verdwenen)
  - Uspanteken
  - Yucateken (de eigenlijke Maya)
    - Achi
    - Acateken
    - Ch'ol
    - Ch'orti
    - Ixil
    - Jacalteken (Popti)
    - K'iche'
    - Kaqchikel
    - Mam
    - Poqomam
    - Q'eqchi'
    - Tojolabal
    - Tzeltal
    - Tzotzil (Chamules)
    - Tz'utujil
- Mazahua
- Mazateken
- Mixteken (Ñudzahui)
- Mixe
- Nahua (Mexicanen)
  - Acolhuacanen (verdwenen)
  - Azteken (Mexica, verdwenen)
  - Chalca (verdwenen)
  - Mexicanero
  - Tepaneken (verdwenen)
  - Tlahuica (verdwenen)
  - Tlaxcalteken
  - Tolteken (verdwenen)
  - Xochimilca (verdwenen)
- Nonoalken (verdwenen)
- Ocuilteken
- Olmeken (verdwenen)
- Olmeken-Xicallanca's (verdwenen)
- Papabuco
- Pipil
- Pochuteken (verdwenen)
- Popoloca
- Popoluca
- Purépecha (Tarasken)
- Solteken
- Tacuate
- Tapachulteken (verdwenen)
- Teotihuacánen (verdwenen)
- Tepehua
- Tlapaneken
- Totonaken
- Triqui (Driki)
- Xinca
- Zapoteken
- Zoque

## Caribisch Gebied
- Arowakken
  - Taíno
    - Lucayan

  - Igneri (verdwenen)
  - Nepoya
  - Suppoya
- Caquetio
- Cariben
  - Garifuna ("Zwarte Caribs")
- Ciboney (verdwenen)
  - Guanahatabey (Guanajatabey)
- Ciguayo
- Ortoiroid (verdwenen)
- Saladoid (verdwenen)

## Istmo-Colombiaanse regio(Centraal-Amerika)
- Bokotas
- Boruca
- Bribri
- Coclé (verdwenen)
- Embera-Wounaan
- Guaymí
- Kuna
- Miskito
- Naso
- Ngöbe Buglé
- Pech
- Subtiaba (verdwenen)
- Sumo